# You Were Mine

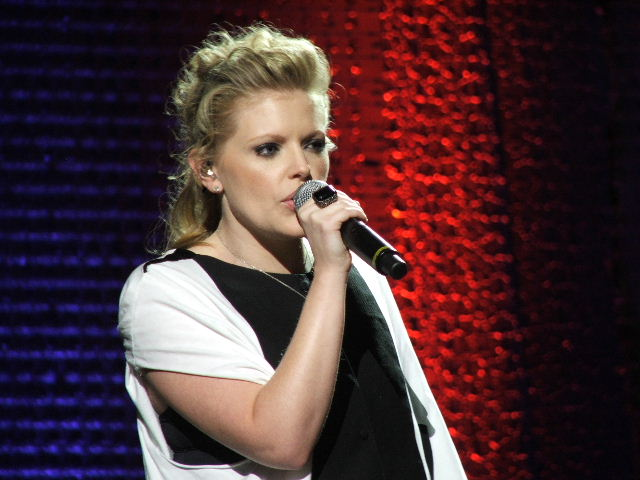
Натали Мэнс

«You Were Mine» — песня американской кантри-группы Dixie Chicks, вышедшая 7 декабря 1998 года в качестве 4-го сингла с их четвёртого студийного альбома Wide Open Spaces (1998). Песню написали Эмили Эрвин и Марти Сидел, сёстры и члены группы Dixie Chicks. Продюсером были Блейк Ченси и Пол Уорли. Сингл достиг первого места в кантри-чарте Hot Country Songs, став для Dixie Chicks их 3-м чарттоппером подряд с одного диска (после «There’s Your Trouble» и «Wide Open Spaces»). Сингл 2 недели пробыл на первом месте чарта.
«You Were Mine» была представлена во время концертного тура группы под названием Fly Tour (2000), где журнал Rolling Stone исполнение песни Натали Мэнс назвал одним из самых ярких номеров шоу.

## Чарты
| Чарт (1998—1999)                  | Высшая позиция |
| --------------------------------- | -------------- |
| Canada Country Tracks (RPM)       | 1              |
| США (Billboard Hot 100)           | 34             |
| США (Billboard Hot Country Songs) | 1              |

## Итоговые годовые чарты
| Чарт (1999)                  | Позиция |
| ---------------------------- | ------- |
| Canada Country Tracks (RPM)  | 15      |
| US Country Songs (Billboard) | 11      |